# BC Servette Genève
Der BC Servette Genève war in den 1930er und 1940er Jahren ein erfolgreicher Schweizer Basketballverein aus Genf in der Schweiz.

## Geschichte
Der Basketballclub war eine Sektion des 1890 gegründeten Sportclubs Servette, zu dem damals auch der Fussballclub Servette FC Genève und der Eishockeyclub Genève-Servette HC gehörten.

## Erfolge
- Schweizer Meisterschaft: 4-mal 
  - 1934, 1935, 1936, 1937
- Schweizer Pokalsieger: 4-mal
  - 1933, 1936, 1941, 1955